# Szíva-oázis
A Szíva-oázis (arabul: واحة سيوة Wāḥat Sīwah) Egyiptom északnyugati részén, a Kattara-mélyföld és a Líbiai-sivatag között található Marsza-Matrúhtól kb. 300 km-re délnyugatra, illetve a Baharijja-oázisban fekvő Bavititól 400 km-re Ny-ÉNy-ra.
Szíva az egyik legtávolabbi az ország oázisai közül. Egy régi karavánút mentén, 18-19 méterrel a tengerszint alatt fekszik, a Nyugati-sivatag mélyén.
Az oázis 80 km széles és 20 km hosszú. Mintegy 23 ezer fős, elsősorban berber lakosságú, akik a berber nyelvcsalád szívai dialektusát beszélik. 
Az oázisban datolyán kívül elsősorban olajbogyót, szőlőt termesztenek. Az asszonyok itt arról híresek, hogy a datolyalevelek szálaiból remekbe szabott kosarakat és egyéb használati tárgyakat készítenek. 
Az itt található több mint 200 forrás között van sós, édes, forró és hideg vizű is. A források egy részét gyógyászati célra használják. 
Az oázis Kr. e. 1000 óta ismert. A Kr. e. 5. századi történelemtudós és utazó Hérodotosz leírta, hogy vannak források, amelyek vize reggel meleg, ám ahogy a nap múlik, egyre hidegebb lesz lesz a vize, míg mások legmagasabb hőmérsékletüket az éjszaka közepén érik el. 
Kr. e. 331-ben az itt álló Ámon isten jósdáját Nagy Sándor is felkereste. 
Az oázis városa egy 13. századi, vályogtéglából emelt erőd köré települt, amely magas falai távol tartották a támadókat. A házak nagy része szintén vályogtéglából épült. 
A várostól 3 km-re keletre, egy dombtetőn található az ókori Agurmi település, amely egy mecsetet kivéve igen romos állapotban van. Táblák mutatják az utat a Kr. e. 6. századi orákulumtemplomhoz (Temple of the Oracle). Innen nem messze délre fekszik az Ámon istennek szentelt templom romjai. 
Szíva 1820-ban lett a mai Egyiptom része. 1926-ban egy viharsorozat nyomán sok épület összeroskadt, így a város egy része romváros hangulatát kelti. Az 1980-as évekig ismeretlennek számított errefelé a televízió, és szamár vontatta kocsin kívül más közlekedési eszközt nemigen használtak. Napjainkban már Marsza-Matrúh kikötővárossal aszfaltút köti össze, ami sok változást hozott az oázis lakóinak életébe. Az innen kelet felé fekvő Baharijja-oázis felé is egy aszfaltút építését kezdték meg, ami félig-meddig készült el.

## Éghajlata
| Hónap                         | Jan. | Feb. | Már. | Ápr. | Máj. | Jún. | Júl. | Aug. | Szep. | Okt. | Nov. | Dec. | Év   |
| ----------------------------- | ---- | ---- | ---- | ---- | ---- | ---- | ---- | ---- | ----- | ---- | ---- | ---- | ---- |
| Rekord max. hőmérséklet (°C)  | 29,3 | 34,6 | 41,6 | 44,8 | 48,0 | 48,2 | 45,2 | 46,2 | 42,8  | 41,9 | 37,5 | 29,0 | 48,2 |
| Átlagos max. hőmérséklet (°C) | 19,3 | 21,5 | 24,5 | 29,9 | 34,0 | 37,5 | 37,5 | 37,0 | 34,6  | 30,5 | 25,0 | 20,5 | 29,4 |
| Átlagos min. hőmérséklet (°C) | 5,6  | 7,1  | 10,1 | 13,7 | 17,8 | 20,4 | 21,7 | 21,4 | 19,5  | 15,5 | 10,2 | 6,5  | 14,2 |
| Rekord min. hőmérséklet (°C)  | −2,2 | −1,3 | 0,3  | 5,7  | 7,5  | 14,0 | 17,5 | 15,9 | 11,7  | 7,8  | 2,9  | −0,7 | −2,2 |
| Átl. csapadékmennyiség (mm)   | 2    | 1    | 2    | 1    | 1    | 0    | 0    | 0    | 0     | 0    | 2    | 1    | 10   |
| Havi napsütéses órák száma    | 231  | 248  | 270  | 289  | 319  | 338  | 354  | 363  | 316   | 294  | 266  | 253  | 3540 |
| Forrás: NOAA , Climate Charts |      |      |      |      |      |      |      |      |       |      |      |      |      |